# قهوه قجری
قهوه قجری نوعی از نوشیدنی قهوه بوده‌است که در دورۀ قاجاریان برای کشتن مخالفان حکومت استفاده می‌شد.
گفته می‌شود این روش کشتن، به ویژه پس از دورۀ ناصرالدین شاه رایج بود و فرزند او، ظل السلطان، حاکم اصفهان از قهوۀ مسموم به سیانور یا اسید آرسنیک و استریکنین  بسیار استفاده می‌کرد.

## کشته‌شدگان
نام‌های زیر منسوب به کشته‌شدن به این روش هستند:
1. آقا رضا خان اقبال‌السلطنه
2. میرزا آقاخان نوری
3. منصور نظام
4. ابوالفتح خان
5. میرزا محمدخان سپهسالار
6. حسین‌قلی‌خان ایلخانی[۳][۴]
7. میرزا حبیب‌الله خان مشیرالملک
8. میرزا علی خان مستوفی خزانه
9. میرزا محمد خان امین الدوله
10. حاج میرزا محمدحسن شیخ‌الاسلام

## شرح مسمومیت میرزا حبیب‌اللّه انصاری و سه تن از بزرگان اصفهان
میرزا حبیب‌اللّه انصاری ملقّب به مشیرالملک وزیراعظم و با کفایت ظل السّلطان، مسئول امور ایالت تحت حکومت ظل السّلطان بود. ظل السّلطان پس از چندی از نفوذ و قدرت گرفتن او نگران شد و چشم به اموال و املاک او خانه مشیرالملک انصاری داشت. مشیرالملک در ماجرای تحریم تنباکو به طرفداری ازعلمای مخالف قرارداد رژی برخاست که باعث خشم بیشتر ظل السّلطان شد. ظل السّلطان مشیر را در سال ۱۳۰۹ق از وزارت برکنار کرد   ظل السلطان جهت دستیابی به مشیر نقشه ای چید و خود را به بیماری زد و در منزل بستری شد. خبر بیماری او پخش شد و مهدیقلی میرزا مأمور شد که مشیر را متقاعد کند که به عیادت شاهزاده برود. در مجلس عیادت، چند نفر حضور داشتند: میرزا علی خان مستوفی خزانه، میرزا محمد خان امین الدوله، حاج میرزا محمد حسن شیخ الاسلام و میرزا حبیب‌الله مشیر الملک. ظل السلطان در اندرون بود و ابراهیم خلیل خان دستور چای و قهوه داد و انرا نزد مشیر گذاشتند (چون او از وضع پذیرائی شاهزاده و کیفیت قهوه آگاه بود از خوردن عمدا اجتناب کرد). مشیر، فنجان قهوه را نزد جناب شیخ الاسلام گذاشت. دومین فنجان قهوه را آوردند، مشیر ان را نزد میرزا علی خان مستوفی خزانه گذارد. سومین فنجان را به امین الدوله تعارف کرد بالاخره چهارمین فنجان را خود به اجبار نوشید. پس از سه روز هر ۴ نفر مردند و جنازه آنان را از خانه‌هایشان بیرون آوردند  